# Weigela
Weigela  is een geslacht van twaalf soorten bladverliezende struiken uit de kamperfoeliefamilie (Caprifoliaceae). Sommige botanici brengen het geslacht onder in de familie Diervillaceae.
Het geslacht is inheems in Oost-Azië, met name Japan, China en Mantsjoerije. Cultivars worden veel aangeplant in parken. Weigela-soorten komen in de Benelux niet in het wild voor.
Het geslacht is vernoemd naar de Duitse wetenschapper Christian Ehrenfried Weigel.

## Beschrijving
De getande bladeren zijn 5–15 cm lang, ovaal tot langwerpig, en lopen uit in een spitse punt. De bloemen zijn 2–4 cm lang en wit, roze of rood (zelden geel). De bloeiperiode valt voor de meeste soorten in Nederland en België in mei en juni, soms tot in augustus. De vrucht bestaat uit een doosvrucht met vele kleine gevleugelde zaadjes.

## Vlinders
Weigela-soorten zijn de waardplant van een aantal vlindersoorten. Zo hebben Cystidia couaggaria, Cystidia stratonice en Ladoga camilla Weigela coraeensis als waardplant. De bastaardsatijnvlinder (Euproctis chrysorrhoea) en de Melanchra adjuncta hebben Weigela florida als waardplant. Antheraea polyphemus en Marumba gaschkewitschii komen ook op Weigela-soorten voor. Garaeus-soorten komen op verschillende Weigela-soorten voor.

## Soorten
- Weigela coraeensis
- Weigela decora
- Weigela floribunda
- Weigela florida
- Weigela hortensis
- Weigela japonica
- Weigela maximowiczii
- Weigela middendorfiana
- Weigela praecox
- Weigela ×wagnerii
- Weigela subsessilis

## Cultivars
Het geslacht is heel populair in tuinen en parken, en er zijn dan ook veel cultivars in de handel. Een selectie:
- Weigela florida 'Follis Purpureis' - roze
- Weigela florida 'Nana Variegata' - lichtroze
- Weigela florida 'Pink Princess'
- Weigela florida 'Tango' - rood
- Weigela florida 'Variegata' - witroze
- Weigela florida 'Victoria' - rood
- Weigela praecox 'Floréal'  - zachtroze met karmijn
- Weigela 'Abel Carrière'  - diep karmijnroze
- Weigela 'Bokrashine'  - paarsroze
- Weigela 'Boskoop Glory'  - satijnroze
- Weigela 'Bouquet Rose'
- Weigela 'Bristol Ruby'  - dieprood
- Weigela 'Bristol Snowflake'  - wit
- Weigela 'Candida'  - wit
- Weigela 'Courtalor'  - donkerkrose, rose en wit.
- Weigela 'Courtared'  - rood
- Weigela 'Eva Rathke'  - donkerrood
- Weigela 'Eva Supreme'  - dieprood
- Weigela 'Evita'  - donkerrood
- Weigela 'Féerie'  - lichtroze
- Weigela 'Lucifer'  - donkerrood
- Weigela 'Minuet' - donkerrood
- Weigela 'Nana Variegata' -  bontbladig
- Weigela'Newport Red'  - diep karmijnrood
- Weigela 'Red Prince' - helderrood
- Weigela 'Rosabella'  - roze met lichtroze rand
- Weigela 'Rosea'  - roze
- Weigela 'Rumba'  - rood
- Weigela 'Samba' - rood
- Weigela 'Styriaca'  - karmijnroze